# Museu Regional do São Francisco
O Museu Regional do São Francisco é um Patrimônio Cultural da História da região do vale do rio São Francisco e do município de Juazeiro, no estado da Bahia.

## História da implantação
As origens do Museu Regional do São Francisco estão no movimento popular de preservação do patrimônio cultural de Juazeiro ocorrido a partir de 1976, quando a Caixa Econômica Federal comprou da CODEVASF um imóvel datado entre 1925 e 1926 que abrigava o casarão (chamado pela comunidade de "Palacete de Miguel Siqueira") que pertenceu ao coronel Miguel Siqueira, latifundiário e comerciante que foi uma liderança política local na primeira metade do século XX. Trata-se de um prédio com três pavimentos dotado de características neoclássicas, construído em cal e barro retirado da beira do rio São Francisco e que foram adicionados a óleo de baleia. O casarão possui ainda afrescos e pinturas murais.
Como resultado da pressão exercida por essa mobilização social dos cidadãos juazeirenses, a CODEVASF desfez o negócio com o banco e celebrou com a Prefeitura Municipal de Juazeiro um contrato de comodato que durou 20 anos pelo qual o município se comprometeu a preservar o palacete para que ele abrigasse objetos e documentos relativos tanto à região do rio São Francisco, quanto à memória do povo barranqueiro (a população ribeirinha às margens do São Francisco).
Em 2000, a CODEVASF decidiu doar o denominado "palacete de Miguel Siqueira" para a Fundação Museu Regional do São Francisco, entidade privada instituída pelos cidadãos de Juazeiro para preservar o patrimônio cultural, histórico e artístico do município de Juazeiro e região.
Em setembro de 2022, o Ministério Público do Estado da Bahia celebrou um termo de ajustamento de conduta com a fundação mantenedora do museu para que o casarão fosse preservado de acordo com as características arquitetônicas originais, de modo a garantir o patrimônio cultural da região.

## Atividades e Exposições
O Museu Regional do São Francisco é instituição cultural privada que possui um acervo que retrata a história da região, administrado pela Fundação Museu do São Francisco, e que está sediado no casarão que se encontra situado no centro histórico de Juazeiro, na praça Imaculada Conceição.
Na parte de exposições, o Museu Regional do São Francisco conta com elementos históricos sobre a cultura ribeirinha às margens do rio São Francisco e da história do município de Juazeiro; destacam-se ainda mobílias, livros, fotografias e outros objetos da população local, com destaque para a exposição "Memórias Juazeirenses", realizada periodicamente pelo Museu, além dos artefatos culturais relacionados com a navegação fluvial.
Um dos destaques do acervo do Museu Regional do São Francisco é a coleção de carrancas esculpidas na região de Juazeiro.